# Динар Сербской Краины
Динар Сербской Краины (серб. Динар Републике Српске Краjине) — денежная единица Республики Сербская Краина в 1992—1994 годах, обращавшаяся параллельно с югославским динаром.

## История
Выпуск банкнот Сербской Краины начат в 1991 году, первые денежные знаки (вриjедносни бон) выпущены номиналом в 10 000, 20 000, 50 000 динаров. Отпечатаны в Книне. Надписи на купюрах этого выпуска выполнены кириллицей. В обращение они не были выпущены.
В 1992 году начат выпуск банкнот Народного банка Республики Сербская Краина. Дизайн банкнот этого выпуска выполнен по типу банкнот динара Республики Сербской образца 1992 года. Были выпущены банкноты в 10, 50, 100, 500, 1000, 5000, 10 000 динаров. Банкноты этого и последующих выпусков печатались в Белграде, надписи на одной стороне выполнены латинским алфавитом, на другой — кириллицей.
Выпуск банкнот этой серии был продолжен с указанием даты «1993». Выпущены купюры в 50 000, 100 000, 1 миллион, 5 миллионов, 10 миллионов, 20 миллионов, 50 миллионов, 100 миллионов, 500 миллионов, 1 миллиард, 5 миллиардов, 10 миллиардов динаров.
1 октября 1993 года югославский динар был деноминирован 1 000 000:1. Народный банк Республики Сербская Краина начал выпуск банкнот второй серии 1993 года, на всех банкнотах этого выпуска изображена крепость в городе Книн. Выпущены банкноты в 5000, 50 000, 100 000, 500 000, 5 миллионов, 100 миллионов, 500 миллионов, 10 миллиардов, 50 миллиардов динаров.
1 января 1994 года была проведена новая деноминация югославского динара, 1 000 000 000:1. Накануне деноминации Народный банк Республики Сербская Краина выпустил банкноты серии 1993 года с датой «1994». Были выпущены банкноты следующих номиналов: 1000, 10 000, 500 000, 1 миллион, 10 миллионов динаров.
24 января 1994 года в Югославии введён «новый динар», курс которого был прикреплён к немецкой марке. «Протоколом о единстве денежного обращения Союзной Республики Югославия, Республики Сербской и Республики Сербская Краина» от 15 февраля 1994 устанавливалось, что новый динар является их единой денежной единицей. Выпуск динара Сербской Краины был прекращён.
Предложения контактной группы по урегулированию конфликта в Хорватии предусматривали выпуск монет и банкнот Сербской Краины. Однако в мае и августе 1995 года в ходе операций «Молния» и «Буря» большая часть Сербской Краины была занята хорватскими войсками. На остатках территории республики, существовавших до 1998 года в виде автономий под управлением ООН, в обращении использовался югославский новый динар. 18 июня 1997 года руководителем временной администрации издано распоряжение об изъятии югославской валюты из обращения. Югославские динары обменивались на хорватские куны до 15 сентября 1997 года в соотношении 1:1.